# Mary Windeyer
Mary Elizabeth Windeyer, född Bolton den 28 september 1836 i Hove, East Sussex, död 3 december 1912 i Tomago, Port Stephens, New South Wales, var en australisk feminist.
Windeyer ägnade sig först åt välgörenhetsarbete, anslöt sig till Women's Christian Temperance Union och därefter till kvinnorörelsen. Hon förespråkade födelsekontroll, högre utbildning för kvinnor och blev medlem i Louisa Lawsons Dawn Club. År 1891 blev hon den första ordföranden i Womanhood Suffrage League of New South Wales. År 1895 grundade hon och blev förste föreståndaren för Women's Hospital i Sydney. Utöver sin egen verksamhet påverkade hon även sin make; när denne 1878 blev justitieminister i New South Wales införde han Married Women's Property Act.